# Cedrasco
Cedrasco – miejscowość i gmina we Włoszech, w regionie Lombardia, w prowincji Sondrio.
Według danych na rok 2004 gminę zamieszkiwały 484 osoby, 34,6 os./km².